# Astragalus didymocarpus
Astragalus didymocarpus — вид квіткових рослин з родини бобових (Fabaceae). Ареал охоплює такі країни: Мексика (Нижня Каліфорнія), США (Аризона, Каліфорнія та Невада).

## Середовище
Це тонка, волохата однорічна трав'яниста рослина, яка росте на відкритих трав'янистих, гравійних або піщаних ділянках. Росте на висотах 0–1550 метрів. Наразі немає відомих серйозних загроз для цього виду.

## Опис
Це тонка, волохата однорічна трав'яниста рослина приблизно до 30 см заввишки, повисає або плоско росте на землі у вигляді розлогого пучка. Листя має довжину до 7–8 см і складається з вузьких або довгастих листочків. Суцвіття являє собою гроно з до 30 білих квіток пурпурового відтінку, кожна з яких має менше 1 см завдовжки. Суцвіття вкрите довгими чорно-білими волосками. Плід — невеликий кулястий біб, який висихає до жорсткої папероподібної текстури.